# Francesc Poch i Romeu
Francesc Poch i Romeu (Barcelona, 7 d'agost de 1935 - Teià, 9 de gener de 2008) fou un pintor paisatgista català.
Estudià a l'Escola d'Arts i Oficis Escola de la Llotja, al Cercle Artístic de Sant Lluc, així com a l'Institut del Teatre, on estudià escenografia. Deixeble de Vicent Ferrer i Guasch i Mestres Cabanes entre d'altres, fou també marit de la reconeguda pintora catalana Josefina Ripoll, i pare de la també pintora Pepa Poch.
Presenta les seves obres dins el marc del post-impressionisme català on predominen els temes de mar i els relacionats amb l'illa de Menorca, on s'instal·là el 1964. Els seus quadres interpreten el silenci del camp i el misteri de la llum amb una sensibilitat especial, pinzellada segura i detall meticulós.

## Premis
Guanyador de nombrosos premis entre l'any 1975, quan obté la Medalla d'Honor del XIV Saló de Primavera de l'Ateneu de Maó, i el 1985, quan és guardonat amb el Primer Premi del Concurs de Miniquadres Fernando Gutiérrez, any, aquest, en què decideix deixar de participar en concursos. Ha exposat a nombroses ciutats del nostre país i de l'estranger. Trobem obra seva a col·leccions particulars d'Alemanya, Argentina, Bèlgica, EUA, Egipte, Espanya, França, Holanda, Índia, Mèxic i Suïssa.